# Харьковское (озеро, Северо-Казахстанская область)
Харьковское (каз. Харьковское) — озеро в Аккайынском районе Северо-Казахстанской области Казахстана. Находится в 22 км к западу от села Сергеевка и в 4,8 км к северу от села Григорьевка.
По данным топографической съёмки 1940-х годов, площадь поверхности озера составляет 2,48 км². Наибольшая длина озера — 2,2 км, наибольшая ширина — 1,4 км. Длина береговой линии составляет 9,4 км, развитие береговой линии — 1,23. Озеро расположено на высоте 130,9 м над уровнем моря.
Озеро входит в перечень рыбохозяйственных водоёмов местного значения.